# Episodi di Dixon of Dock Green (nona stagione)
La nona stagione della serie televisiva Dixon of Dock Green è andata in onda nel Regno Unito dal 15 settembre 1962 al 23 marzo 1963 su BBC One.
| nº | Titolo originale                 | Prima TV Uk       |
| -- | -------------------------------- | ----------------- |
| 1  | Duffy Smells a Rat               | 15 settembre 1962 |
| 2  | The Milkman Knocks on Friday     | 22 settembre 1962 |
| 3  | Outside the Gates                | 29 settembre 1962 |
| 4  | The Bullen Affair                | 6 ottobre 1962    |
| 5  | The High Price of Freedom        | 13 ottobre 1962   |
| 6  | Pressure                         | 20 ottobre 1962   |
| 7  | Double Triangle                  | 27 ottobre 1962   |
| 8  | Cause for Alarm                  | 3 novembre 1962   |
| 9  | All in the Line of Duty          | 10 novembre 1962  |
| 10 | The Moonlighter                  | 17 novembre 1962  |
| 11 | A Home of One's Own              | 24 novembre 1962  |
| 12 | Tower of Strength                | 1º dicembre 1962  |
| 13 | Cash and Carry                   | 8 dicembre 1962   |
| 14 | Like Father, Like Son?           | 15 dicembre 1962  |
| 15 | Dead Jammy                       | 22 dicembre 1962  |
| 16 | The Night After the Night Before | 29 dicembre 1962  |
| 17 | Green Wedding                    | 5 gennaio 1963    |
| 18 | The Old Couple                   | 12 gennaio 1963   |
| 19 | Trail of a Gun                   | 19 gennaio 1963   |
| 20 | The Bitter Taste of Youth        | 26 gennaio 1963   |
| 21 | Time Bomb                        | 2 febbraio 1963   |
| 22 | The River People                 | 9 febbraio 1963   |
| 23 | The Racket                       | 16 febbraio 1963  |
| 24 | A Drop of the Real Stuff         | 23 febbraio 1963  |
| 25 | A Strange Affair                 | 2 marzo 1963      |
| 26 | A Woman Named Julie              | 9 marzo 1963      |
| 27 | Before the Ball                  | 16 marzo 1963     |
| 28 | The End of the Trail             | 23 marzo 1963     |

## Duffy Smells a Rat
- Prima televisiva: 15 settembre 1962

### Trama
- Interpreti: Geoffrey Adams (agente Lauderdale), Elizabeth Benson (Edie Walters), Kathleen Breck (Shirley Layton), Olwen Brookes (Mrs. Iver), Peter Byrne (detective Sgt. Andy Crawford), Robert Cawdron (detective Insp. Cherry), Felix Felton (Mr. Petheridge), Christopher Gilmore (agente Clyde), Raymond Hodge (Sid Chandler), Jeanette Hutchinson (Mary Crawford), Max Latimer (agente Bush), Gwen Lewis (Mrs. Jackson), Stanley Meadows (Wickford Walters), Janet Moss (agente 'Barney' Barnes), Roy Patrick (Ben Thomas), Robert Raglan (sovrintendente), Anne Ridler (sergente Chris Freeman), Arthur Rigby (sergente Flint), Harold Scott (Duffy Clayton), Sandra Scriven (Stella Keen), Jack Warner (agente George Dixon), David Webster (agente Jamie MacPherson), Bernard West (Terry Spike)

## The Milkman Knocks on Friday
- Prima televisiva: 22 settembre 1962

### Trama
- Interpreti: Geoffrey Adams (detective Con. Lauderdale), Madge Brindley (Bertha Swinton), Peter Byrne (detective Sgt. Andy Crawford), John Carlin (Ken Crocker), Robert Cawdron (detective Insp. Cherry), Margaret Flint (Mrs. Pym), Peter Fontaine (Clerk of the Court), Robin Ford (Mr. Pym), Joe Gibbons (Shorty Long), Christopher Gilmore (agente Clyde), Mary Hignett (Edna Gossage), John Hughes (agente Jones), Jeanette Hutchinson (Mary Crawford), Pauline Knight (Muriel Lock), Max Latimer (agente Bush), Ronald Mayer (Norman Riggs), Janet Moss (agente 'Barney' Barnes), Clare Owen (Gladys Norton), Frederick Rawlings (Court Officer), Anne Ridler (sergente Chris Freeman), Arthur Rigby (sergente Flint), Anne Robson (Peggy Glass), Noel Trevarthen (Bill Glass), Larry Viner (Monty Walters), Fern Warner (Secretary), Jack Warner (agente George Dixon), David Webster (agente Jamie MacPherson)

## Outside the Gates
- Prima televisiva: 29 settembre 1962

### Trama
- Interpreti: Geoffrey Adams (detective Con. Lauderdale), James Beck (Bert Mason), Leila Blake (Maisie), Anthony Booth (Bill Franks), Peter Byrne (detective Sgt. Andy Crawford), Clifford Cox (Smith), Paul Elliott (Jones), Fred Ferris (secondino), Jeanette Hutchinson (Mary Crawford), Douglas Ives (Tate), John Lewis (Bob Black), John Martin (John Parker), Janet Moss (agente 'Barney' Barnes), Henry Oscar (Birdie Birdwell), Willie Payne (Mercer), Anne Ridler (sergente Chris Freeman), Arthur Rigby (sergente Flint), Michael Spear (Freddie Kent), Jerry Stovin (Peter Stanmore), Jack Warner (agente George Dixon), David Webster (agente Jamie MacPherson), Jennifer Wilson (Beryl Franks), Christopher Gilmore (agente Clyde)

## The Bullen Affair
- Prima televisiva: 6 ottobre 1962

### Trama
- Interpreti: Geoffrey Adams (detective Con. Lauderdale), Peter Byrne (detective Sgt. Andy Crawford), Robert Cawdron (detective Insp. Cherry), Betty England (Miss Goodrich), Christopher Gilmore (agente Clyde), Richard Hamer (Tom Benson), John Hughes (agente Jones), Jeanette Hutchinson (Mary Crawford), Noel Johnson (Mr. Bullen), Max Latimer (agente Bush), Janet Moss (agente 'Barney' Barnes), Robert Raglan (sovrintendente), Anne Ridler (sergente Chris Freeman), Arthur Rigby (sergente Flint), Jack Warner (agente George Dixon), David Webster (agente Jamie MacPherson), Donald Wilson (Roy Norris)

## The High Price of Freedom
- Prima televisiva: 13 ottobre 1962

### Trama
- Interpreti: Geoffrey Adams (detective Con. Lauderdale), Jane Asher (Joan Lane), Harold Berens (Sidney Marcus), George Betton (Publican), Margot Boyd (Mrs. Snell), Peter Byrne (detective Sgt. Andy Crawford), Beverley Cutler (Wyn Morse), Peter Dolphin (Vic Cowley), Leslie Dwyer (Joe Lane), Ruby Head (cliente), John Hughes (agente Jones), Jeanette Hutchinson (Mary Crawford), Kenneth Kove (Percy Paddington), Janet Moss (agente 'Barney' Barnes), Anthony Paul, Anne Ridler (sergente Chris Freeman), Arthur Rigby (sergente Flint), Anthony Singleton (Mike Lane), Anna Taylor (Phyllis), Jack Warner (agente George Dixon), David Webster (agente Jamie MacPherson), Donald Webster (Jacko Johnson), Lucy Young (Roxie Lane)

## Pressure
- Prima televisiva: 20 ottobre 1962

### Trama
- Interpreti: Geoffrey Adams (detective Con. Lauderdale), Michael Anthony (Mr. Copley), Peter Byrne (detective Sgt. Andy Crawford), Robert Cawdron (detective Insp. Cherry), Roy Crawford (Rhodes), Paul Dane (Don Ferris), John DeVaut (Drunk), Hamilton Dyce (Mr. Wynford), Hilda Fenemore (Jennie Wren), Christopher Gilmore (agente Clyde), Joseph Greig (Morrie), Anne Hardcastle (Margo), John Hughes (agente Jones), Jeanette Hutchinson (Mary Crawford), Karl Lanchbury (Alan Copley), Max Latimer (agente Bush), June Monkhouse (Mrs. Copley), Janet Moss (agente 'Barney' Barnes), Anne Ridler (sergente Chris Freeman), Arthur Rigby (sergente Flint), Patsy Smart (Miss Monney), Kenneth Tyllsen (Telegraph Boy), Janet Ware (Carol Copley), Jack Warner (agente George Dixon), David Webster (agente Jamie MacPherson), Hubert Willis (Night Sergeant)

## Double Triangle
- Prima televisiva: 27 ottobre 1962

### Trama
- Interpreti: Geoffrey Adams (detective Con. Lauderdale), Patrick Blackwell (Ernie Laidlaw), Richard Burrell (dottor Glenn), Peter Byrne (detective Sgt. Andy Crawford), Malcolm Gerard (Eddie Taylor), Anna Gilchrist (cameriera), Christopher Gilmore (agente Clyde), Dennis Handby (Nick), William Hays (Bill Evans), John Hughes (agente Jones), Jeanette Hutchinson (Mary Crawford), Dyson Lovell (Jimmy Beaufort), Philip Martin (Fred Judson), Janet Moss (agente 'Barney' Barnes), Maureen O'Reilly (Millie Laidlaw), Anne Ridler (sergente Chris Freeman), Arthur Rigby (sergente Flint), John Rogers (Mick Smith), Jack Warner (agente George Dixon), Katy Wild (Nora Batstone), Gwenda Wilson (Mrs. Batstone)

## Cause for Alarm
- Prima televisiva: 3 novembre 1962

### Trama
- Interpreti: Geoffrey Adams (detective Con. Lauderdale), Wilfred Babbage (Frederick), Peter Byrne (detective Sgt. Andy Crawford), Robert Cawdron (detective Insp. Cherry), Peggy Ann Clifford (Mrs. Thomson), Valeria Edeling (Telephonist), Hilda Fenemore (Jennie Wren), Christopher Gilmore (agente Clyde), Shaun Howard (Switchboard Operator), John Hughes (agente Jones), Jeanette Hutchinson (Mary Crawford), Maurice Kaufmann (Baker), John F. Landry (Ron), Charles Laurence (Cable), Marjie Lawrence (Tina), Pamela Manson (Rita), Janet Milner (Robin), David Morris (Gerry), Janet Moss (agente 'Barney' Barnes), Bill Richards (fotografo), Anne Ridler (sergente Chris Freeman), Arthur Rigby (sergente Flint), Martin Starkie (Sprog), Jack Warner (agente George Dixon), Robert Webber (Fellows)

## All in the Line of Duty
- Prima televisiva: 10 novembre 1962

### Trama
- Interpreti: Geoffrey Adams (detective Con. Lauderdale), Pamela Binns (Pat Lindwall), Michael Bird (Night Sergeant), Peter Byrne (detective Sgt. Andy Crawford), John Cazabon (Bernard Maine), John Hughes (agente Jones), Jeanette Hutchinson (Mary Crawford), Janet Moss (agente 'Barney' Barnes), Robert Raglan (sovrintendente), Anne Ridler (sergente Chris Freeman), Arthur Rigby (sergente Flint), Jack Warner (agente George Dixon)

## The Moonlighter
- Prima televisiva: 17 novembre 1962

### Trama
- Interpreti: Geoffrey Adams (detective Con. Lauderdale), Peter Byrne (detective Sgt. Andy Crawford), Robert Cawdron (detective Insp. Cherry), Amy Dalby (Mrs. Tanner), William Dexter (agente Bob Speed), Selma Vaz Dias (Mrs. Gregg), Christopher Gilmore (agente Clyde), Wilfrid Grantham (giudice), Nelly Griffiths (Nora Wilkins), Patricia Haines (Cathy Speed), John Hughes (agente Jones), Jeanette Hutchinson (Mary Crawford), Janet Moss (agente 'Barney' Barnes), Robert Raglan (sovrintendente), Susan Richards (Mrs. Drake), Anne Ridler (sergente Chris Freeman), Arthur Rigby (sergente Flint), Patrick Scanlan (agente Burge), Jack Warner (agente George Dixon)

## A Home of One's Own
- Prima televisiva: 24 novembre 1962

### Trama
- Interpreti: Geoffrey Adams (detective Con. Lauderdale), Michael Arden (Mr. Pratt), Nan Braunton (Miss Dashwood), Peter Byrne (detective Sgt. Andy Crawford), Nicholas Clay (3rd Boy), Fay Compton (Mrs. Binney), Finlay Currie (Mr. Caldicott), Christopher Gilmore (agente Clyde), Mary Harrison (Young Woman), Jeanette Hutchinson (Mary Crawford), Mark Kirby (1st Boy), Paul Layton (Martin), Janet Moss (agente 'Barney' Barnes), Daphne Newton (Mrs. Greaves), Anne Ridler (sergente Chris Freeman), Arthur Rigby (sergente Flint), Jack Warner (agente George Dixon), Geoffrey Wincott (Mr. Coombes), Anthony Woodruff (John Vernon)

## Tower of Strength
- Prima televisiva: 1º dicembre 1962

### Trama
- Interpreti: Geoffrey Adams (detective Con. Lauderdale), Ena Babb (infermiera), Jacqueline Blackmore (agente Bryant), Peter Byrne (detective Sgt. Andy Crawford), Robert Cawdron (detective Insp. Cherry), Heather Chasen (Stella Judd), Brenda Cowling (Doris Gray), Sylvia Davies (Jackie Allen), Hilda Fenemore (Jennie Wren), Frank Hawkins (Joe Gray), Meriel Hobson (Mrs. Tait), Jeanette Hutchinson (Mary Crawford), Alvar Liddell (Newsreader), Hugh McDermott (Vince Judd), Janet Moss (agente 'Barney' Barnes), Anne Ridler (sergente Chris Freeman), Arthur Rigby (sergente Flint), Alexander Riley (Tony), Patrick Scanlan (agente Burge), Jack Warner (agente George Dixon), Peter Wells (agente Stan Tucker)

## Cash and Carry
- Prima televisiva: 8 dicembre 1962

### Trama
- Interpreti: Geoffrey Adams (detective Con. Lauderdale), Brian Alexis (Fred Rawson), Nicholas Bell (Billy), Peter Byrne (detective Sgt. Andy Crawford), Robert Cawdron (detective Insp. Cherry), Margaret Clifton (Mrs. Hodges), Kenneth Cowan (Higgins), John Dearth (Bert Laycock), Nicholas Evans (Lucas), Christopher Gilmore (agente Clyde), Kristine Howarth (Maisie Laycock), John Hughes (agente Jones), Jeanette Hutchinson (Mary Crawford), Susan Jameson (Jessie Kennedy), Howard Lang (Paul Bennett), Geoffrey Lea (Tom Woods), Arthur Mayne (Larkin), Bruce McKenzie (Jimmy Fraser), Billy Milton (Horace Haydon), Janet Moss (agente 'Barney' Barnes), Joyce Parry (Lucy Lacy), Derek Partridge (dottore), Yvette Rees (Lil), Anne Ridler (sergente Chris Freeman), Arthur Rigby (sergente Flint), Stuart Saunders (maggiore Gault), Patrick Scanlan (agente Burge), Jack Warner (agente George Dixon)

## Like Father, Like Son?
- Prima televisiva: 15 dicembre 1962

### Trama
- Interpreti: Geoffrey Adams (detective Con. Lauderdale), Peter Byrne (detective Sgt. Andy Crawford), Dorothy Casey (Nancy Murphy), Paul Ferris (Harry Prentice), Christopher Gilmore (agente Clyde), Kim Goodman (Tommie), Arthur Goullet (Kippy Warren), Estelle Green (Annie Templeton), Arthur Howard (Mr. Davidson), John Hughes (agente Jones), Jeanette Hutchinson (Mary Crawford), Jan Miller (agente Alex Johns), Janet Moss (agente 'Barney' Barnes), Katherine Parr (Millie), Derek Partridge (dottore), John Porter-Davison (Freddie Matthews), Anne Ridler (sergente Chris Freeman), Arthur Rigby (sergente Flint), Ivor Salter (Dan Matthews), Paul Taylor (Jackie), Jack Warner (agente George Dixon)

## Dead Jammy
- Prima televisiva: 22 dicembre 1962

### Trama
- Interpreti: Geoffrey Adams (detective Con. Lauderdale), Freda Bamford (Mrs. Bright), Estelle Brody (Maud Duncan), Sydney Bromley (Wally Weir), Peter Butterworth (Jammy Tate), Peter Byrne (detective Sgt. Andy Crawford), Betty Cardno (Mrs. Whitehaven), Dorothy Casey (Nancy Murphy), Frank Crawshaw (John Duncan), Maudie Edwards (Mrs. Griffiths), Paul Elliott (Bill Wheeler), Dorothy Frere (Miss Johnson), Christopher Gilmore (agente Clyde), Jane Grahame (Mrs. Durrant), Patrick Holt (Williams), John Hughes (agente Jones), Jeanette Hutchinson (Mary Crawford), Mary Jordan (Mrs. Jack), Michael Logan (Pete Hardy), Jan Miller (agente Alex Johns), Anne Ridler (sergente Chris Freeman), Arthur Rigby (sergente Flint), Sally Anne Shaw (Brenda Morris), Graham Skidmore (Jack Allenby), Anna Turner (Mrs. Candy), Jack Warner (agente George Dixon), Brian Weske (Pete Shaw)

## The Night After the Night Before
- Prima televisiva: 29 dicembre 1962

### Trama
- Interpreti: Geoffrey Adams (detective Con. Lauderdale), Derek Aylward (Mr. Stevens), John Baker (Mr. Renshaw), Michael Bird (sergente Endicott), Peter Byrne (detective Sgt. Andy Crawford), Sandra Caron (Emmie Fowler), Robert Cawdron (detective Insp. Cherry), Patricia Clapton (Mary Meacham), Nicholas Donnelly (agente Wills), Peter Furnell (Stan Brayshaw), Christopher Gilmore (agente Clyde), Teddy Green (Ken Stevens), Elizabeth Hart (Brown-haired Girl), John Hughes (agente Jones), Jeanette Hutchinson (Mary Crawford), Jan Miller (agente Alex Johns), Anne Ridler (sergente Chris Freeman), Arthur Rigby (sergente Flint), Hamish Roughead (Ambulance Driver), Jack Warner (agente George Dixon), Robin Wentworth (sergente Wharton), Eric Woodburn (Tacky Smith)

## Green Wedding
- Prima televisiva: 5 gennaio 1963

### Trama
- Interpreti: Geoffrey Adams (detective Con. Lauderdale), Michael Brennan (Danny McCallion), Peter Byrne (detective Sgt. Andy Crawford), Dorothy Casey (Nancy Murphy), Nicholas Donnelly (agente Wills), Rio Fanning (Micky Mulgrew), Christopher Gilmore (agente Clyde), John Hughes (agente Jones), Jeanette Hutchinson (Mary Crawford), Barbara Keogh (cameriera), Phyllida Law (Rosie McCallion), Mary Merrall (Edith Timson), Frank Middlemass (Morrie), Jan Miller (agente Alex Johns), Grace Newcombe (Martha Briggs), Anne Ridler (sergente Chris Freeman), Arthur Rigby (sergente Flint), Cardew Robinson (agente Ericson), Jack Warner (agente George Dixon), Peter Wells (agente Stan Tucker), Eric Woodburn (Tacky Smith)

## The Old Couple
- Prima televisiva: 12 gennaio 1963

### Trama
- Interpreti: Geoffrey Adams (detective Con. Lauderdale), Hilda Barry (Annie Jordan), Peter Byrne (detective Sgt. Andy Crawford), Fanny Carby (Rita), Charles Carson (Bill Jordan), Robert Cartland (Christopher Jordan), Christopher Gilmore (agente Clyde), Nelly Griffiths (Mrs. Mac), John Hughes (agente Jones), Jeanette Hutchinson (Mary Crawford), Alan Lake (PC), Sally Lewis (Mrs. Mason), Cameron Miller (Mr. Denver), Jan Miller (agente Alex Johns), Cheryl Molineaux (Gloria), Anne Ridler (sergente Chris Freeman), Arthur Rigby (sergente Flint), Kenneth Tyllsen (Telegraph Boy), Jack Warner (agente George Dixon)

## Trail of a Gun
- Prima televisiva: 19 gennaio 1963

### Trama
- Interpreti: Geoffrey Adams (detective Con. Lauderdale), John Blythe (Reg Allison), Peter Byrne (detective Sgt. Andy Crawford), Erik Chitty (Bert), Michael Graham Cox (Brian Kent), Christopher Gilmore (agente Clyde), Dorothy Gordon (Molly Banks), Carole Gosheron (Mrs. Spiller), John Hughes (agente Jones), Jeanette Hutchinson (Mary Crawford), Gerald McAlister (Archie Banks), Michael Pemberton (Mr. Spiller), [Michael Phillips (Billy Banks), Anne Ridler (sergente Chris Freeman), Arthur Rigby (sergente Flint), Leon Shepperdson (Tubby Wells), Jack Warner (agente George Dixon)

## The Bitter Taste of Youth
- Prima televisiva: 26 gennaio 1963

### Trama
- Interpreti: Garth Adams (Transport Driver), Geoffrey Adams (detective Con. Lauderdale), Ralph Ball (Transport Driver), Maureen Beck (Jill Adams), Peter Byrne (detective Sgt. Andy Crawford), Robert Cawdron (detective Insp. Cherry), Roland Curram (agente 'Robbo' Roberts), Robin Ford (Jack Burns), Christopher Gilmore (agente Clyde), Wendy Hall (Madge Foster), John Hughes (agente Jones), Jeanette Hutchinson (Mary Crawford), Margo Johns (Mandy Burns), Harry Littlewood (Eric Adams), Michael Lomax (agente Burton), Jan Miller (agente Alex Johns), Joan Newell (Elsie Adams), Ian Parsons (Franz Heller), Howard Pays (Fred Mullgrove), Anne Ridler (sergente Chris Freeman), Arthur Rigby (sergente Flint), Tony Veale (agente Harry Baldwin), Dervis Ward (Tommy Spicer), Jack Warner (agente George Dixon)

## Time Bomb
- Prima televisiva: 2 febbraio 1963

### Trama
- Interpreti: Geoffrey Adams (detective Con. Lauderdale), Gerald Anderson (Frank Dalby), Beryl Andrews (Patricia Radcliffe), Diane Aubrey (Janet Lucas), Peter Byrne (detective Sgt. Andy Crawford), Robert Cawdron (detective Insp. Cherry), Noel Coleman (sovrintendente), Ivor Dean (Miles Radcliffe), Nicholas Donnelly (agente Wills), Joe Gibbons (Reg Hobber), Christopher Gilmore (agente Clyde), Mary Hignett (Mrs. Bridgeman), John Hughes (agente Jones), Jeanette Hutchinson (Mary Crawford), Harry Landis (Bill Andrews), Jocelyn Rhodes (Kay Lauderdale), Arthur Rigby (sergente Flint), Patrick Scanlan (agente Burge), Frank Seton (Jack Myers), George Tovey (Adcock), John Walker (Tom Braddock), Jack Warner (agente George Dixon)

## The River People
- Prima televisiva: 9 febbraio 1963

### Trama
- Interpreti: Geoffrey Adams (detective Con. Lauderdale), Jane Barrett (Kathy Dawson), Peter Byrne (detective Sgt. Andy Crawford), Robert Cawdron (detective Insp. Cherry), Noel Coleman (sovrintendente), Edward Dentith (ispettore Rod Sheldon), Christopher Gilmore (agente Clyde), John Hughes (agente Jones), Jeanette Hutchinson (Mary Crawford), Norman Johns (sergente Barker), Steve Marriott (Clive Dawson), Jan Miller (agente Alex Johns), Christopher Rhodes (Toby Cole), Anne Ridler (sergente Chris Freeman), Arthur Rigby (sergente Flint), Richard Shaw (Rupert Dawson), Jack Warner (agente George Dixon)

## The Racket
- Prima televisiva: 16 febbraio 1963

### Trama
- Interpreti: Geoffrey Adams (detective Con. Lauderdale), Terry Baker (conducente), John Brooking (Mr. Benson), Peter Byrne (detective Sgt. Andy Crawford), Christopher Gilmore (agente Clyde), John Hughes (agente Jones), Joan Hurley (Mrs. Porter), Jeanette Hutchinson (Mary Crawford), Lila Kaye (Mrs. Webster), Jan Miller (agente Alex Johns), Anne Ridler (sergente Chris Freeman), Arthur Rigby (sergente Flint), J. Mark Roberts (Jarey Larkins), Brian Vaughan (Henry Blake), Jack Warner (agente George Dixon), Peter Welch (Bill Forsdyke)

## A Drop of the Real Stuff
- Prima televisiva: 23 febbraio 1963

### Trama
- Interpreti: Geoffrey Adams (detective Con. Lauderdale), Michael Bilton (Mr. Barsby), Blake Butler (Gerald Flood), Peter Byrne (detective Sgt. Andy Crawford), Robert Cawdron (detective Insp. Cherry), Jack Cunningham (Bonzo O'Brien), Christopher Gilmore (agente Clyde), Pamela Hewes (Mrs. Tompkins), John Hughes (agente Jones), Jeanette Hutchinson (Mary Crawford), Emrys Leyshon (Bernie Stamp), Jan Miller (agente Alex Johns), Bill Rhodes (Bill Paton), Anne Ridler (sergente Chris Freeman), Arthur Rigby (sergente Flint), June Smith (Sarah Milton), Jack Warner (agente George Dixon), Bay White (Mrs. Davies)

## A Strange Affair
- Prima televisiva: 2 marzo 1963

### Trama
- Interpreti: Geoffrey Adams (detective Con. Lauderdale), Peter Byrne (detective Sgt. Andy Crawford), Allan Cuthbertson (Baker Ellis), Peter Ducrow (John David), Gretchen Franklin (Ella Mann), Christopher Gilmore (agente Clyde), Ursula Howells (Jean Baker Ellis), John Hughes (agente Jones), Jeanette Hutchinson (Mary Crawford), Ania Marson (Tessa Baker Ellis), Jan Miller (agente Alex Johns), Anne Ridler (sergente Chris Freeman), Arthur Rigby (sergente Flint), Diana Scougall (Mrs. Carpenter), Alan Tredgett, Sandra Walden (Pat), Jack Warner (agente George Dixon), Hubert Willis (sergente Obermann)

## A Woman Named Julie
- Prima televisiva: 9 marzo 1963

### Trama
- Interpreti: Geoffrey Adams (detective Con. Lauderdale), Edwin Brown (Phil Jackson), Peter Byrne (detective Sgt. Andy Crawford), Dennis Castle (Bill Cunningham), Christopher Gilmore (agente Clyde), Jim Grant (Ambulance Man), Louis Haslar (Mr. Jennings), John Hughes (agente Jones), Jeanette Hutchinson (Mary Crawford), Jan Miller (agente Alex Johns), Derren Nesbitt (Brian Thomas), Judy Parfitt (Julie Gordon), Carolyn Parish (Irene Milson), Joe Quigley (Nick Waring), Michael Raghan (Jack Gordon), Anne Ridler (sergente Chris Freeman), Arthur Rigby (sergente Flint), Margot Thomas (Sorella Croft), Jack Warner (agente George Dixon), John Wentworth (colonnello Milson), Neil Wilson (Tubb Barrell)

## Before the Ball
- Prima televisiva: 16 marzo 1963

### Trama
- Interpreti: Geoffrey Adams (detective Con. Lauderdale), John Barrard (Wally Harker), Peter Byrne (detective Sgt. Andy Crawford), Elaine Carr (Pat Chubb), David Case (Bert Atkins), Robert Cawdron (detective Insp. Cherry), George A. Cooper (Topper Brown), Paul Craig (agente Tommy Morgan), Jeanne Davis (Miriam Lambert), Nicholas Donnelly (agente Wills), Glynn Edwards (Jackie Silver), Tony Garnett (Tony Brown), Christopher Gilmore (agente Clyde), Vanda Godsell (Rosie Shaw-Brown), Roy Holder (Gordon Brown), John Hughes (agente Jones), Jeanette Hutchinson (Mary Crawford), Ross Hutchinson (sovrintendente), Fraser Kerr (detective Sgt. Robert Leckie), Grahame McPherson (George Dayton), Jan Miller (agente Alex Johns), Edna Morris (Edna Flint), Anne Ridler (sergente Chris Freeman), Arthur Rigby (sergente Flint), Ann Tempest (Susan Bell), Anna Tzelniker (Mrs. Goldman), Jack Warner (agente George Dixon)

## The End of the Trail
- Prima televisiva: 23 marzo 1963

### Trama
- Interpreti: Geoffrey Adams (detective Con. Lauderdale), Peter Byrne (detective Sgt. Andy Crawford), Dallas Cavell (Logger Finch), Robert Cawdron (detective Insp. Cherry), George A. Cooper (Topper Brown), Glynn Edwards (Jackie Silver), Oliver Freedman (Mickey Smith), Tony Garnett (Tony Brown), Christopher Gilmore (agente Clyde), Vanda Godsell (Rosie Brown), Roy Holder (Gordon Brown), John Hughes (agente Jones), Jeanette Hutchinson (Mary Crawford), Ross Hutchinson (sovrintendente), Fraser Kerr (detective Sgt. Robert Leckie), Freda Knorr (Bernadette Vinsen), Jan Miller (agente Alex Johns), Anne Ridler (sergente Chris Freeman), Arthur Rigby (sergente Flint), Margot Thomas (Sister), Jack Warner (agente George Dixon)